# Sebeș
Sebeș (česky Sebeš, maďarsky Szászsebes, německy Mühlbach) je rumunské město v župě Alba. Žije zde přibližně 26 tisíc obyvatel. Administrativně k městu náleží i tři okolní vesnice.

## Části
- Sebeș – 19 321 obyvatel
- Lancrăm – 1 530 obyvatel
- Petrești – 4 680 obyvatel
- Răhău – 959 obyvatel